# كويادو دي كونتريراس
بلدية كويادو دي كونتريراس (بالإسبانية: Collado de Contreras) هي بلدية تقع في مقاطعة آبلة التابعة لمنطقة قشتالة وليون وسط إسبانيا.

## الديموغرافيا
يبلغ عدد سكان بلدية كويادو دي كونتريراس 234 نسمة عام 2011 (وفقاً للمعهد الوطني للإحصاء الإسباني).
| 283 | 271 | 268 | 250 | 243 | 220 | 234 |